# MASAKOSAN
MASAKOSAN是日本的一支女子新浪潮乐队，1986年由Sabrina和Mayutan姐妹组建，1989年组团后通过电视节目《三宅裕司的酷炫乐队天国》正式出道。

## 乐队历史
乐队于1986年5月由姐姐Sabrina和妹妹Mayutan作为姐妹双人组合成立，乐队名マサ子さん由两人艺名的首字母マ和サ结合而来。1989年乐队六人组成立，乐队使用大正琴作为弦乐器，替代常见的吉他。音乐主风格为新浪潮，歌词和编曲带有电波系般的奇思妙想和脱力感，有古灵精怪的唱腔和独特的世界观。
乐队于1989年5月27日TBS电视台深夜档节目《三宅裕司的酷炫乐队天国》（Ikaten）中初次登场，现场演奏歌曲《雨にヌレテモいーや》，歌曲改编自伯特·巴卡拉克作曲的《Raindrops Keep Fallin' on My Head》，主唱Mayutan唱到“好奇怪的一天啊”这句话时引起了大家的笑声。在节目中被称为“奇怪的少女乐队”、“不可思议少女系乐队”、“危险少女系乐队”。1990年1月2日在日本武道馆举办的Ikaten大奖赛《輝く!日本イカ天大賞》中入围最佳新创意概念乐队单元，之后也多次出演相关活动和其他电视节目。
Ikaten节目结束之后乐队有短暂的活动直至1991年乐队解散，之后再次作为姐妹双人组合进行演唱会、广告拍摄、旁白等活动，1994年4月因Sabrina离世而停止活动。
2019年4月27日举行了Sabrina逝世25周年纪念活动《SABRINA, FOREVER》，回顾了Sabrina的生平和影像资料，Mayutan现场演唱了Masakosan时期的歌曲并邀请了当年参与过Ikaten节目的乐队进行演出。

## 成员
- Mayutan（マユタン 本名:南波摩有子） - 主唱，剧画家南波健二的次女，武藏野美术大学短期大学部平面设计专业毕业。乐队生涯结束后担任过漫画家冈崎京子的助手。为NHK教育频道动画《校园恐怖传说 花子来了》角色花子进行配音工作。另外以原平真贵雄的名义创作的漫画获得过巴而可旗下免费报纸《GOMES》主办的漫画奖。先后组建过电子音乐组合applehead和あずき白玉味，女中学生风二人组合たんきゅん（淡休云）等。曾用艺名川口驴·骆驼、岩城大猩猩、Nanmura、Mayutan Jellin Dream，现以Mayutan的名义进行活动。[3]
- Sabrina Brunei（サブリナ 本名:早川早帆子） - 主唱，Mayutan的姐姐，1992年参演电视剧《演歌なアイツは夜ごと不条理な夢を見る（日语：演歌なアイツは夜ごと不条理な夢を見る）》出演角色水森，主演了山田花子追悼纪念剧《灵魂的碎片》，1994年4月27日突发疾病离世。
- Uika（ウイカ 本名:山次初夏） - 贝斯
- Kanan（カナン 本名:小林花南） - 大正琴，2005年去世
- ケビ山りよ子（本名:湊原理与子） - 爵士鼓
- 田中ケムマキ（本名:田中敦子） - 键盘